# روبرت روخاس
روبرت روخاس (Roberto Rojas) (مواليد 26 أكتوبر 1955) هو لاعب كرة قدم. يلعب مع منتخب بيرو لكرة القدم. سبق له أن لعب في كأس العالم لكرة القدم مع منتخب بلاده.

## وصلات خارجية
- روبرت روخاس على موقع الاتحاد الدولي (مؤرشف)  (الإنجليزية)
- روبرت روخاس على موقع قاعدة بيانات كرة القدم.إي يو (الإنجليزية)
- روبرت روخاس على موقع ناشيونال فوتبول تيمز (الإنجليزية)